# Condor-da-califórnia
O condor-da-califórnia ou condor-californiano (Gymnogyps californianus) é uma ave da família Cathartidae. É nativo da América do Norte, sendo atualmente encontrado somente na região do Grand Canyon e das montanhas do oeste da Califórnia, nos Estados Unidos, e ao norte da Baixa Califórnia, no México. Apesar de outros membros fósseis serem conhecidos, é a única espécie sobrevivente do gênero Gymnogyps.
A maior parte de sua plumagem é uniformemente negra, exceção feita apenas às manchas brancas situadas na parte inferior das asas. A cabeça, desprovida de penas, normalmente possui uma tonalidade amarelada, podendo tornar-se avermelhada ou arroxeada, dependendo do humor da ave. Possui a maior envergadura dentre todas as aves da América do Norte, chegando a 3 metros, e está entre as mais pesadas do continente, variando de 8.2 -14.1 kg. É detritívora, alimentando-se de grandes quantidades de carniça. Apresenta uma das maiores expectativa de vida entre as aves, podendo ultrapassar os 50 anos.
O número de condores-da-califórnia foi drasticamente reduzido durante o século XIX, devido à caça, saturnismo e destruição de habitat. Encontra-se na lista vermelha da IUCN (União Internacional para Conservação da Natureza e dos Recursos Naturais) e seu status atual é "criticamente em perigo". A espécie já foi considerada extinta em estado selvagem entre 1987 e 1992.

## Taxonomia
O condor-da-califórnia foi descrito pelo naturalista inglês George Shaw em 1797, como Vultur californianus. Originalmente, pertencia ao mesmo gênero do condor-dos-andes (V. gryphus). No entanto, devido a pequenas diferenças no tamanho da envergadura, nas marcas pelo corpo, e pela tendência de matar animais para comer, o condor-dos-andes passou a consistir em um gênero monoespecífico. O nome Gymnogyps é derivado do grego gymnos (nu) e gyps (abutre), enquanto que californianus advém do local onde a ave é encontrada (Califórnia).

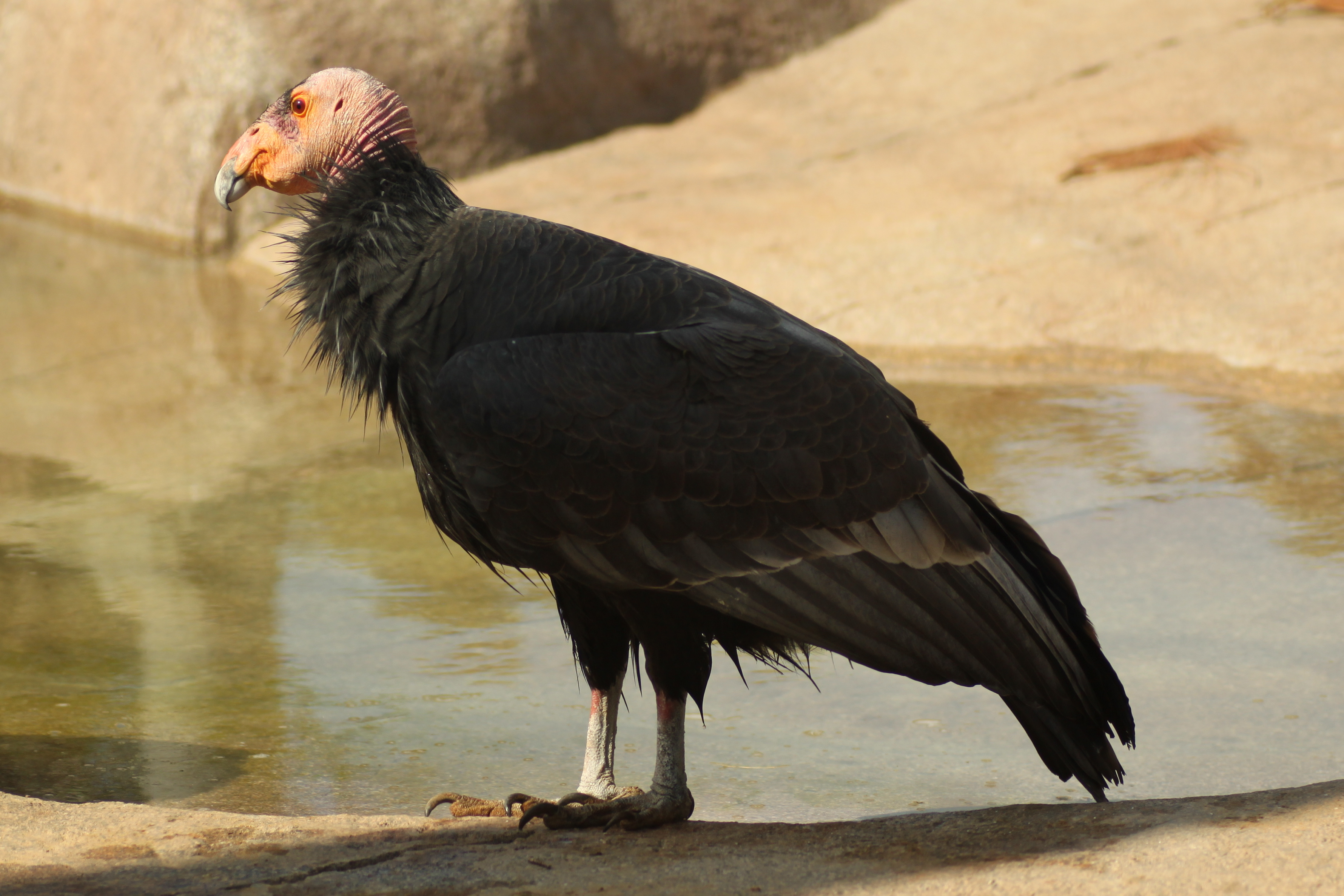
Condor-da-califórnia no Zoológico de San Diego.

O exato posicionamento taxonômico do condor-da-califórnia e das outras seis espécies da família Cathartidae permanece incerto. Apesar das similaridades na aparência e no nicho ecológico, os abutres do Novo e do Velho Mundo evoluíram de diferentes ancestrais, em diferentes partes do mundo. Algumas autoridades sugerem que os abutres do Novo Mundo estão mais relacionados às cegonhas. A maioria inclui os abutres do Velho Mundo entre os Falconiformes ou mesmo em sua própria ordem: Cathartiformes. O South American Classification Committee (comitê oficial da American Ornithologists' Union com a missão de criar um padrão de classificação das espécies de aves da América do Sul) retirou os abutres do Novo Mundo da ordem Ciconiiformes e os categorizou em incertae sedis, ressaltando que uma moção para Falconiformes,Accipitriformes ou Cathartiformes é possível.

### História evolutiva
Durante o Pleistoceno, o gênero Gymnogyps apresentava vasta distribuição através das Américas. Entre as espécies fósseis, Gymnogyps kofordi (Pleistoceno Inferior), encontrado na Flórida, e Gymnogyps howardae (Pleistoceno Superior), encontrado no Peru, foram descritos. Um condor achado em depósitos do Pleistoceno Superior em Cuba foi inicialmente descrito como Antillovultur varonai, mas foi posteriormente reconhecido como membro do gênero Gymnogyps.
A expansão do condor neste período pode ser explicada pelo deslocamento de grandes manadas de ungulados, bem como de outros grandes mamíferos, pelas Américas. Estes animais proporcionavam uma abundância de carniça aos condores. Entretanto, com a extinção desses animais pré-históricos, houve uma redução dos grupos destas aves. Além disso, os condores eram mortos pelos índios americanos para fins cerimoniais desde o Pleistoceno, o que pode ter causado a extinção dessas aves em partes significativas de suas áreas de abrangência.
Fósseis do condor-californiano, datados de 9 500 a 16 000 anos, foram descobertos em Nova Iorque, Flórida, Texas, Novo México e Arizona, bem como na Califórnia e em outros estados da região oeste dos Estados Unidos. Os fósseis do oeste de Nova Iorque datam de 9 000 a.C. e foram encontrados em associação com mastodontes (Mammut americanum), renas (Rangifer sp.) e veados (Cervus elaphus).
Atualmente, o condor-da-califórnia é a única espécie sobrevivente do gênero e não possui subespécies. Apesar de sua distribuição ter sido drásticamente reduzida no Holoceno, a espécie sempre apresentou uma população pequena e inerente. Porém, existiu uma paleoespécie: Gymnogyps californianus amplus, maior e com um bico mais comprido que a espécie atual. Pressões seletivas, causadas por mudanças climáticas ocorridas durante a última era glacial, forçaram a redução de tamanho e converteram a paleoespécie no atual Gymnogyps californianus californianus.
Pesquisadores descobriram, no Brasil, o fóssil de uma pequena espécie de ave do Pleistoceno, batizada de Wingegyps cartellei, a qual acredita-se ter alguma relação com o condor-da-califórnia. Medindo apenas meio metro de comprimento e com uma envergadura de 1,30m, esta nova espécie de condor foi encontrada em cavernas da Bahia e Minas Gerais e seus restos — um crânio e dois úmeros — datam de aproximadamente 12 200 anos.

## Descrição

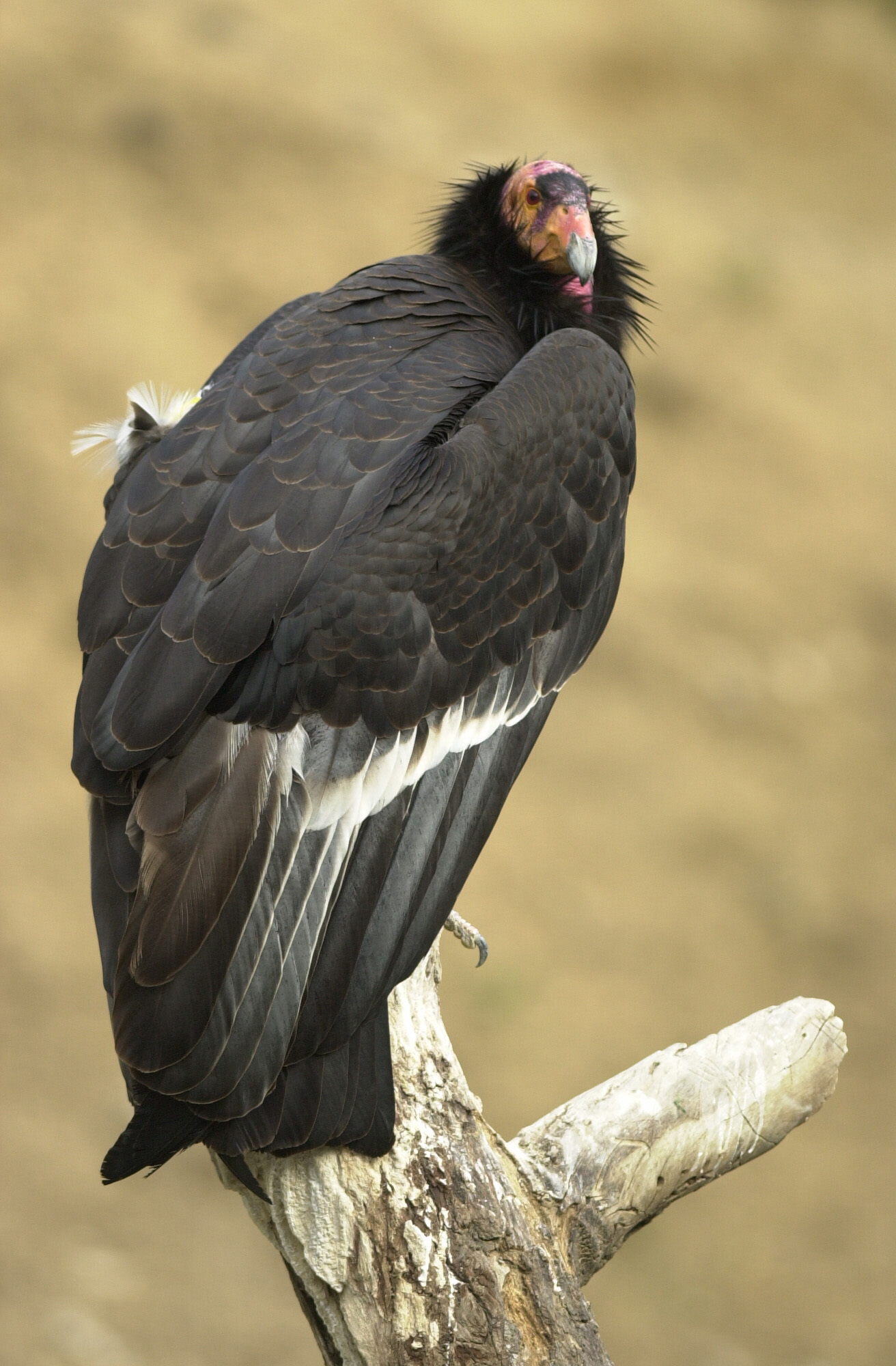
Condor-da-califórnia adulto, exibindo plumagem uniformemente negra e parte inferior das asas branca.

O condor-da-califórnia adulto é uniformemente negro, com exceção, especialmente nos machos, de faixas brancas presentes no lado inferior das asas. Possui pernas e pés acinzentados, bico marfim, íris castanho-avermelhada e um colar de penas negras circundando a base do pescoço. A maioria dos juvenis é sarapintada de castanho-escuro, com coloração negra na cabeça e as penas da parte inferior das asas salpicadas de cinza, ao invés de branco.
Como uma adaptação para a higiene, a cabeça e o pescoço apresentam poucas penas, expondo a pele aos efeitos esterilizantes da desidratação e da radiação ultravioleta do sol em grandes altitudes. A pele da cabeça e do pescoço possui capacidade notável de se corar em resposta ao estado emocional, uma capacidade provavelmente utilizada como meio de comunicação entre indivíduos. A coloração varia do amarelado ao vermelho-alaranjado.
Contrariando a regra comum entre as aves de rapina, a fêmea é menor que o macho. Pode atingir entre 1,1 e 1,34 metros de comprimento e possuir 3 metros de envergadura, a maior dentre as aves da América do Norte. Seu peso varia entre 8.2-14.1 kg . No continente norte-americano, só perde para o cisne-trombeteiro (Cygnus buccinator) e o exótico cisne-branco (Cygnus olor), em comprimento e peso. Segundo o Guinness, um macho teria chegado a 14,1 kg, o que converteria o condor-da-califórnia na mais pesada ave de rapina do planeta, e estaria preservado na Academia de Ciências da Califórnia, em Los Angeles.
O dedo médio do pé do condor-da-califórnia é grande e alongado, e as garras são retas e não afiadas, sendo mais adaptadas para caminhar que agarrar. Esta característica está mais relacionada às cegonhas, já que outras aves rapina utilizam seus pés como arma ou como órgão preênsil.

## Distribuição e habitat

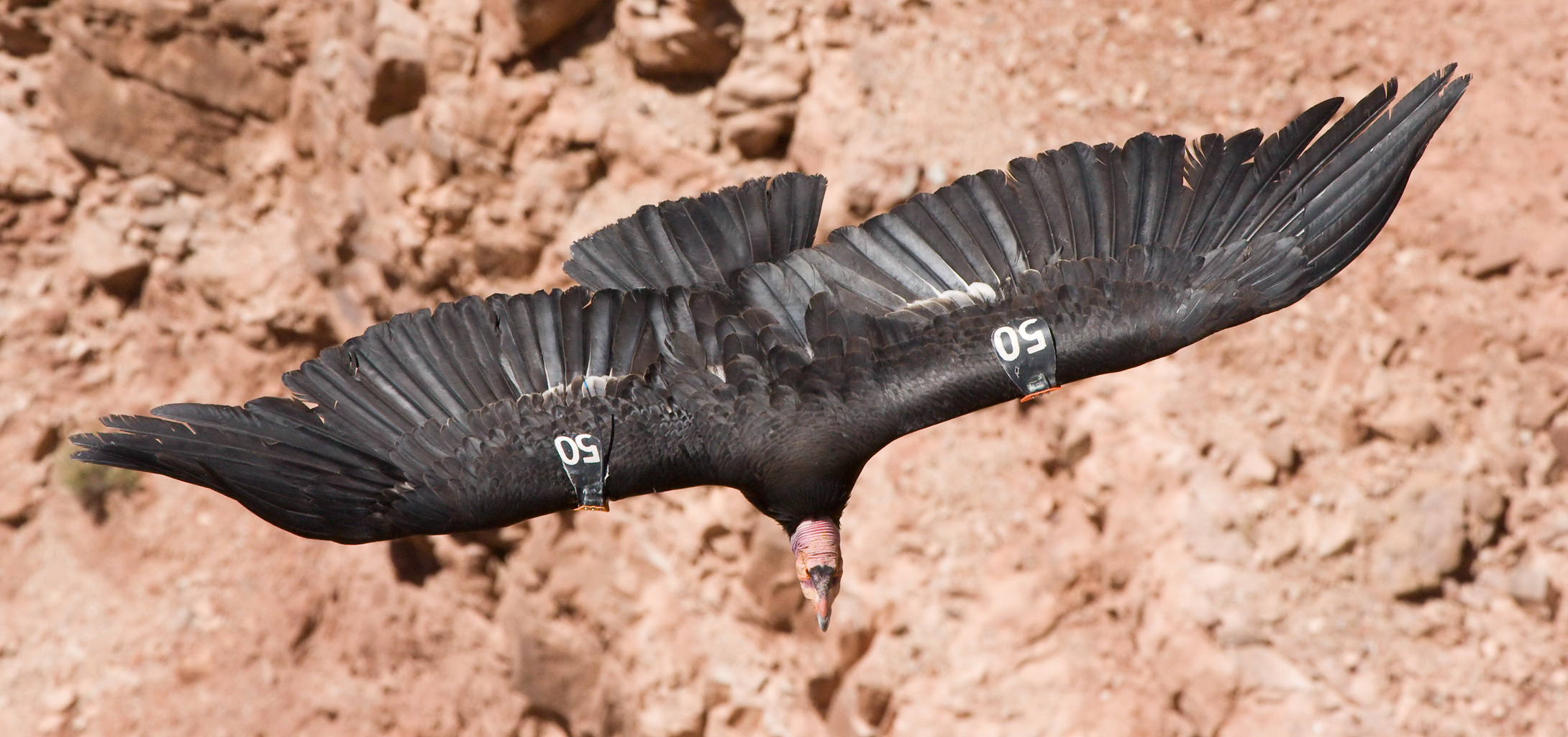
Condor-da-califórnia sobrevoando um penhasco no Arizona.

Durante o Século XIX, o condor-da-califórnia perambulava na costa oeste e sudeste da América do Norte, desde o sul da Colúmbia Britânica até a Sierra de San Pedro Mártir, ao norte da Baixa Califórnia. Nessa época, a ave também foi encontrada em Alberta, Montana, Idaho, Utah e Arizona. Contudo, devido ao declínio populacional, o último exemplar livre na natureza foi levado ao cativeiro por um programa de reprodução em 1987.
Condores em cativeiro foram soltos no sul da Califórnia, em Baixa Califórnia e no Grand Canyon. Há dois santuários dedicados à espécie: o Sisquoc Condor Sanctuary, em San Rafael Wilderness, e Sespe Condor Sanctuary, em Los Padres National Forest. Estas áreas foram escolhidas por serem o principal sítio de nidificação do condor-da-califórnia.
O condor-da-califórnia vive em terras rochosas de vegetação rasteira, florestas de coníferas e savanas de carvalho. É frequentemente encontrado próximo a penhascos escarpados e árvores frondosas, utilizando estes locais para nidificação.

## Ecologia e comportamento

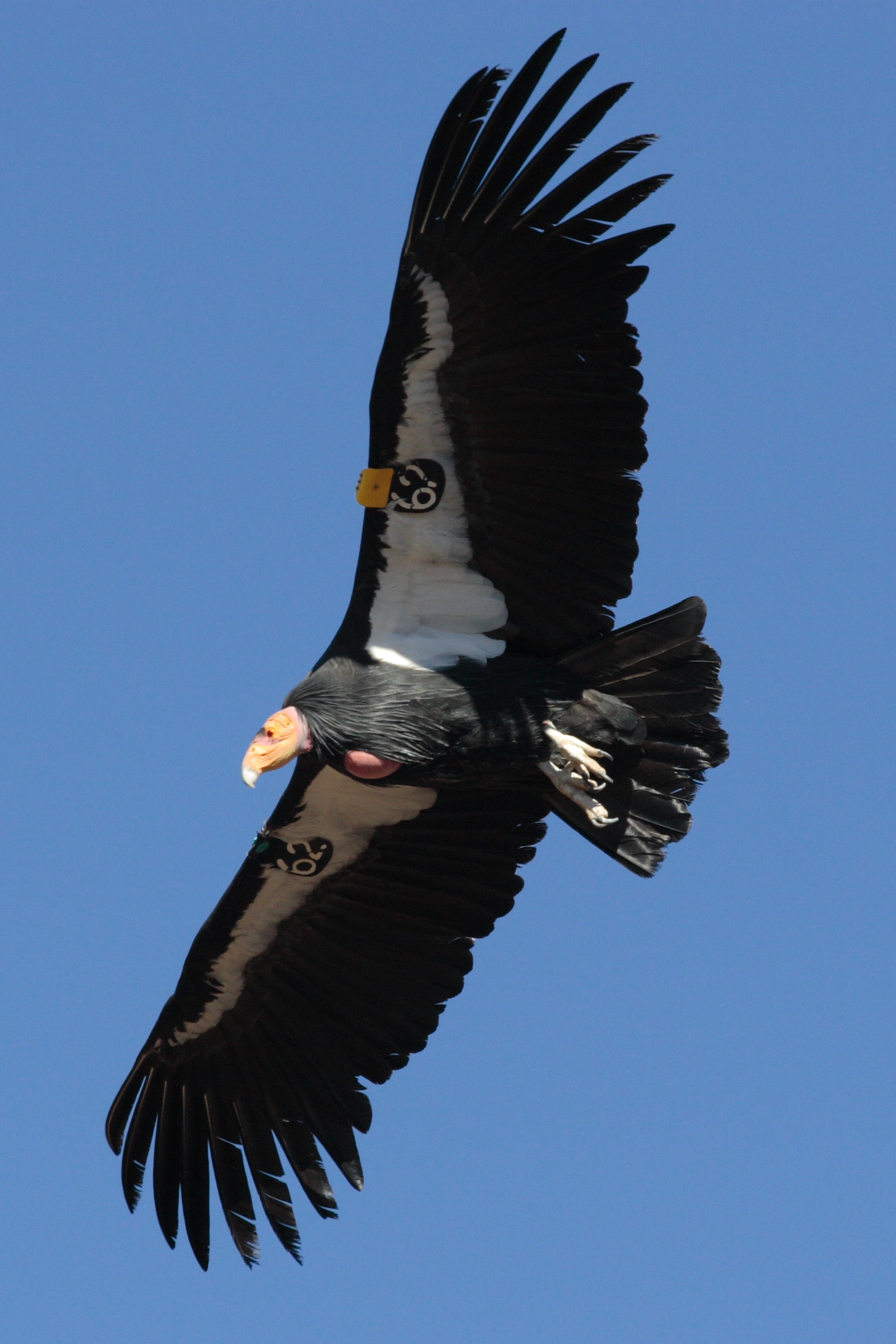
Adulto em voo, apresentando a etiqueta de identificação nas asas.

A ausência de um esterno para ancorar os músculos necessários para o voo restringe seu alcance a grandes altitudes. Realiza movimentos graciosos ao voar. A ave bate suas asas na partida, porém, ao atingir uma elevação moderada, desloca-se basicamente planando, por vezes durante milhas sem uma única batida de asas. O condor-da-califórnia pode voar até 90 km/h, a uma altura de 4600 m.
Possui grande expectativa de vida, podendo atingir 50 anos. Caso chegue à idade adulta, o condor-da-califórnia apresentará poucas ameaças naturais. Como não possui cordas vocais, sua vocalização é limitada a grunhidos e sibilos. Condores banham-se frequentemente e podem passar várias horas arrumando suas penas. Após se alimentar, limpam a cabeça e o pescoço, esfregando-os na grama, em rochas ou em ramos de árvores. Como os demais abutres do Novo Mundo, possuem o hábito de defecar e urinar sobre as patas, para se refrescar e reduzir a temperatura corporal.
O condor-da-califórnia possui uma bem desenvolvida estrutura social com outros grupos de condores, com competições para determinar a hierarquia do grupo através de linguagem corporal e uso de uma variedade de grunhidos e sibilos. Esta hierarquia social pode ser observada especialmente durante a alimentação, com as aves dominantes comendo antes das mais jovens.

### Alimentação
Indivíduos solitários podem viajar até 250 km à procura de alimento. Como os demais membros da família Cathartidae, sua dieta consiste basicamente de carniça. Prefere principalmente as carcaças de grandes mamíferos terrestres e até mesmo de peixes. Aves e répteis raramente fazem parte de seu cardápio.
Como não possuem senso olfativo, reconhecem cadáveres pela localização de outros carniceiros, tais como urubus e águias. Normalmente conseguem afugentar outros carniceiros menores, com exceção de ursos e da águia-real (Aquila chrysaetos). Mesmo pesando quase o dobro desta última, o condor-da-califórnia geralmente espera a águia-real terminar de comer e ir embora, antes de se aproximar da carcaça, talvez temendo suas perigosas garras. Em algumas ocasiões, quando muito famintos, os condores-californianos adultos desafiam as águias-reais e as afastam das carcaças.
A competição intra-específica pode levar indivíduos da espécie a lutar e afastar uns aos outros. Há uma hierarquia de dominância baseada em tamanho, sexo e idade. Os condores macho, maiores, dominam as fêmeas independentemente de idade. Além disso, dentro de cada grupo de sexo, as aves mais velhas dominam as mais jovens.
Na vida selvagem, são comedores intermitentes, frequentemente permanecendo de alguns dias até duas semanas sem comer. Após o jejum, conseguem comer até 1,5 kg de carne de uma só vez, podendo chegar ao ponto de não conseguirem levantar voo.

### Reprodução

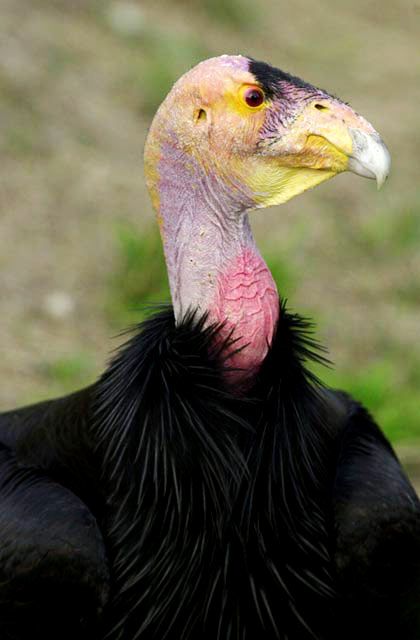
Condor-da-califórnia adulto.

Atinge a maturidade sexual aos seis anos de idade. Para atrair um parceiro, os machos realizam uma exibição, corando a cabeça em vermelho e eriçando as penas do pescoço. Então, esticam suas asas e aproximam-se da fêmea. Caso a fêmea abaixe a cabeça para aceitá-lo, eles formarão um casal para a vida toda.
O casal constrói ninhos desde a proximidade do nível do mar até uma altitude de 1.830 metros, em cavernas ou em fendas nos penhascos, especialmente os situados próximos a árvores e áreas abertas para o pouso. Em alguns locais, como na Serra Nevada, o ninho é construído em cavidades da sequóia-gigante (Sequoiadendron giganteum), a maior espécie de árvore do mundo.
A fêmea põe um único ovo branco-azulado, o qual pesa aproximadamente 280 g e mede entre 90 e 120 mm de comprimento e cerca de 67 mm de diâmetro. Se o ovo é perdido ou removido do ninho, os pais produzem um novo ovo. Pesquisadores e criadores em cativeiro da espécie tiram proveito deste comportamento, induzindo um aumento da ninhada, ao retirarem o primeiro ovo do ninho.
A incubação do ovo dura entre 53 e 60 dias e é efetuada por ambos os pais. Os filhotes já nascem com olhos abertos e podem levar até uma semana para saírem do ovo. Os juvenis são cobertos de uma plumagem cinzenta e são capazes de voar quando atingem cinco meses de idade, porém ainda permanecem junto dos pais até os dois anos. Pelo fato de os pais condores levarem mais de um ano para criar um filhote, a taxa de reprodução é extremamente baixa.

## Ameaças

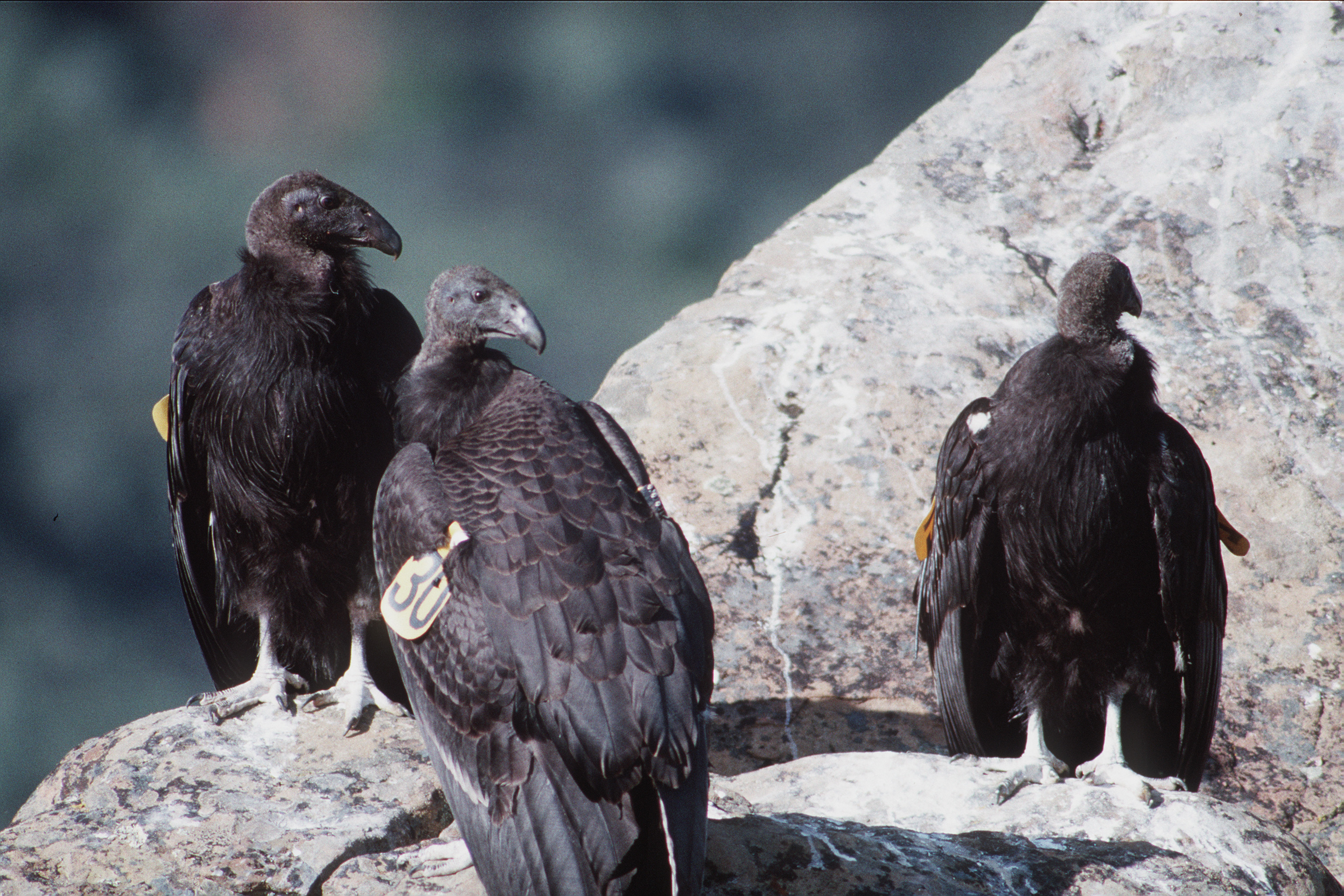
Juvenis apresentando etiquetas de identificação.

Na época do assentamento dos humanos nas Américas, o condor-da-califórnia possuía vasta distribuição na América do Norte. Neste período, a espécie podia ser encontrada no Arizona, Nevada, Novo México e Texas. Contudo, mudanças climáticas, associadas ao fim da última era glacial e à extinção da megafauna do Pleistoceno, levaram à subsequente redução do alcance e da população do condor.
Nos tempos atuais, uma ampla variedade de causas contribuiu para o declínio populacional. Seu exigente habitat de reprodução e baixas taxas de nascimento resultantes, combinados com uma tardia idade de amadurecimento sexual, tornam a espécie vulnerável à perda de população. Esta redução é atribuída também à caça ilegal, especialmente para serem utilizados como peças de museus, ao envenenamento por chumbo e por DDT, às linhas de transmissão de energia elétrica, à coleta dos ovos e à destruição de hábitat. Durante a corrida do ouro na Califórnia, exemplares de condor-da-califórnia foram capturados como animais de estimação.
Ao se alimentar de animais abatidos por projéteis de chumbo, a ave geralmente ingere o metal juntamente com a carne. O chumbo é um metal pesado extremamente tóxico, que pode afetar principalmente os sistemas digestivo, nervoso e sanguíneo, quando ingerido. É ainda um antagonista químico do cálcio nas moléculas que formam as células ósseas e nervosas. Ao longo do tempo, a quantidade de chumbo em seu corpo aumenta, pois o condor não dispõe de mecanismos naturais para eliminá-lo do corpo. Por fim, as concentrações de chumbo tornam-se tão altas que os condores morrem. Mesmo quando os poucos exemplares remanescentes eram capturados e sujeitos a hemodiálise periódica, passado pouco tempo da sua libertação já estavam outra vez envenenados.
O saturnismo provoca uma deficiência imunológica nas aves, tornando-as muito mais suscetíveis a contraírem infecções bacterianas e parasitoses. As aves afetadas manifestam graves problemas neurológicos (o que se traduz por disfunções motoras), ficando demasiado vulneráveis à predação; como tal, são esses exemplares enfermos os mais caçados e consumidos. Alguns espécimes de aves podem não ficar tão intoxicados, mas, ainda assim, padecerem de deficiências imunológicas e de diminuição da fecundidade dos ovos.
Além disso, criadores de gado observaram condores se alimentando de jovens gados mortos e acreditaram que o condor fora a causa da morte destes animais. Esta falácia levou à extinção do condor-da-califórnia em algumas partes do oeste dos Estados Unidos. Tal crença demonstrou estar fortemente enraizada quando a reintrodução do condor no Grand Canyon foi recusada por criadores de gado, os quais equivocadamente acreditavam que a ave caça bezerros e cordeiros.
Os incêndios também configuram uma ameaça à recuperação da população remanescente dos condores-da-califórnia.

### Preservação

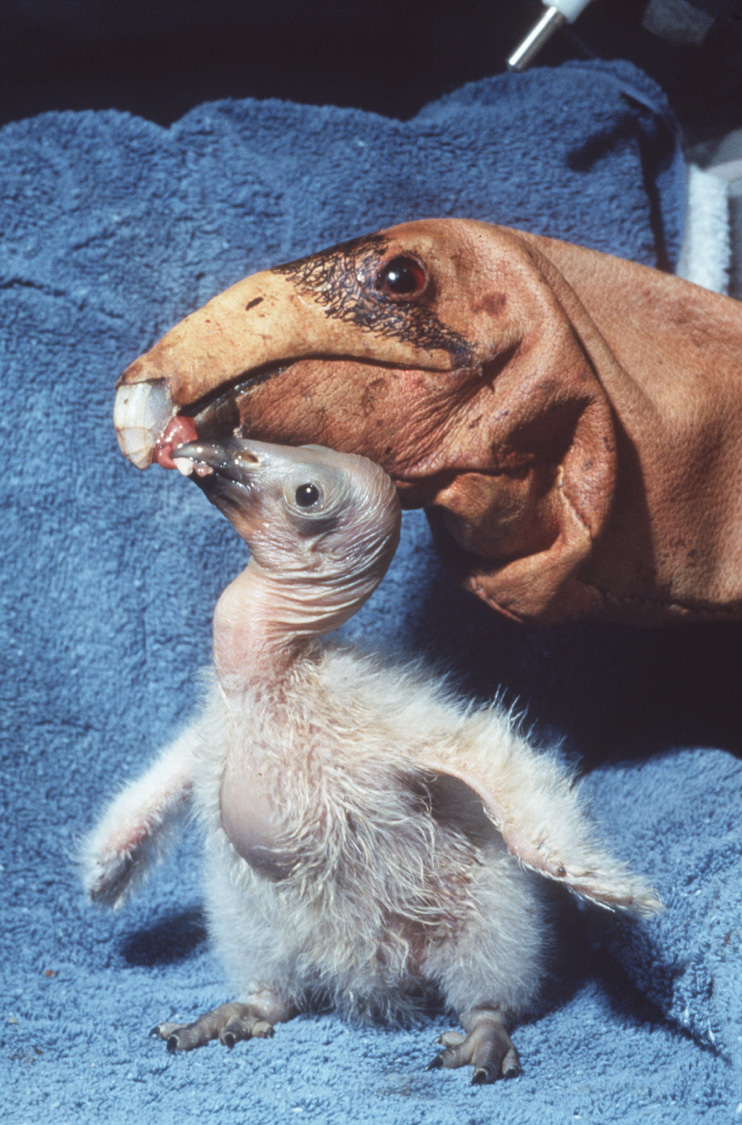
Filhote de condor-da-califórnia sendo alimentado por fantoche que simula indivíduo adulto, no intuito de evitar ao máximo o contato com humanos.

Estimativas indicam que havia cerca de 600 condores-da-califórnia na natureza em 1890. A ave faz parte da lista de espécies em perigo dos Estados Unidos desde 1967 e, no ano de 1975, estabeleceu-se um programa para a recuperação da espécie, sob a coordenação da United States Fish and Wildlife Service. O ápice do declínio populacional ocorreu em 1982, quando existiam apenas 22 exemplares em todo o planeta.
Como o número de condores continuou a reduzir, iniciou-se a execução de um programa de captura destas aves. Opositores a este plano acreditavam que a captura de todos os indivíduos poderia mudar os hábitos da espécie para sempre e que o custo seria grande. Contudo, o projeto recebeu a aprovação do governo americano, e a captura de todos os 27 condores remanescentes fora concluída no domingo de páscoa de 1987, quando AC9 (Adult Condor #9), o último condor em estado selvagem, fora capturado. O programa de reprodução em cativeiro, liderado pelo San Diego Wild Animal Park e pelo Zoológico de Los Angeles, teve um lento começo, devido aos hábitos reprodutivos do condor. Entretanto, utilizando as técnicas de duplicação da ninhada, biólogos removeram o primeiro ovo do ninho e permitiram que os pais depositassem mais um ovo. Em 29 de abril de 1988, nasceu Molloko, o primeiro filhote de condor-da-califórnia nascido em cativeiro, no San Diego Wild Animal Park, nos Estados Unidos.
Como o número de condores cresceu, o foco passou a ser a soltura desses animais na natureza. Em 1988, a United States Fish and Wildlife Service iniciou um experimento de reintrodução, envolvendo a soltura de exemplares de condor-dos-andes, criados em cativeiro, em vida selvagem da Califórnia. Apenas uma fêmea fora solta, eliminando a possibilidade de introdução acidental de uma espécie da América do Sul nos Estados Unidos. O experimento foi bem-sucedido, e todos os condores-dos-andes foram recapturados e soltos na América do Sul. Espécimes do condor-da-califórnia foram soltos em 1991 e 1992 na Califórnia, em 1996, no Arizona, próximo ao Grand Canyon, e em 2002 na Baixa Califórnia, México. Apesar da taxa de nascimento permanecer baixa na natureza, o número da população aumenta constantemente, devido às regulares solturas de indivíduos na fase da adolescência criados em cativeiro.
Mortes imprevistas destas populações ocorreram devido ao contato com a águia-real, linhas de transmissão e outros fatores, tais como envenenamentos por chumbo. Mesmo protegidos, os condores continuaram a ser caçados. Desde 1994, os condores têm sido treinados para evitarem linhas de transmissão e contato com humanos. Com a implementação deste programa de aversão, o número de mortes por linhas de transmissão diminuiu consideravelmente. Contaminação por chumbo, devido a fragmentos de balas em sobras de caça, é particularmente um grande problema para os condores, devido ao seu suco gástrico extremamente poderoso. Este resíduo de chumbo não é grande problema para outros carniceiros, tais como o urubu-de-cabeça-vermelha e o corvo-comum. O problema foi chamado à atenção na Califórnia pelo Ridley-Tree Condor Preservation Act, um projeto de lei sancionado pelo governador Arnold Schwarzenegger, que teve efeito em 1º de julho de 2008, proibindo o uso de projéteis de chumbo na área de ocorrência do condor-da-califórnia, substituindo-os por munições de substâncias atóxicas, tais como compostos de TTB (estanho, tungstênio e bismuto).
O projeto de preservação do condor-da-califórnia é o mais caro projeto de preservação de espécies de todos os tempos nos Estados Unidos, custando acima de 35 milhões de dólares, incluindo $20 milhões em fundos públicos federais e estaduais. Apesar disso, as primeiras ninhadas vêm sendo recentemente alcançadas pelos condores reintroduzidos. Em 2003, foi obtido o primeiro filhote na natureza desde 1981. Em março de 2006, um casal tentou nidificar em uma cavidade de uma árvore próxima a Big Sur, Califórnia. Foi a primeira vez, em mais um século, que um casal fora visto nidificando no norte do estado. No início de 2007, um casal pôs um ovo no México pela primeira vez desde a década de 1930. A população de condor cresce devido a estes ninhos de espécimes selvagens e de cativeiro. Na primavera de 2009, um segundo filhote selvagem nasceu no Sierra de San Pedro Mártir National Park e foi batizado como Inyaa (que significa "sol" na língua kiliwa) por ambientalistas locais. No final de outubro de 2009, existiam 351 indivíduos viventes, incluindo 180 em vida selvagem, e o restante no San Diego Wild Animal Park, no Zoológico de Los Angeles, no Zoológico de Oregon e no World Center for Birds of Prey, em Boise, Idaho.

### Relação com humanos
O condor-da-califórnia está presente na mitologia de diversas tribos dos povos ameríndios. Para a tribo Wiyot, o Condor foi o gerador da humanidade perfeita, agradando ao Pai do Céu, que havia destruído sua criação inicial, humanos peludos, através de uma enchente. No entanto, outras tribos, como os Mono da Califórnia, viam o condor como um destruidor, não um criador. Segundo esta crença, Condor sequestrava humanos, cortava fora suas cabeças e bebia o sangue. De acordo com a tribo Yokut, o condor mordeu a lua por diversas vezes, originando o ciclo lunar, e suas asas promoviam os eclipses. Os Chumash, do sul da Califórnia, acreditavam que o condor já foi uma ave branca, mas tornou-se negro quando voou muito próximo de um fogo.
Na Baía de São Francisco, ossos de condores foram achados sob a forma de instrumentos de sopro, nas sepulturas de nativos americanos em diversos sítios arqueológicos. Também foram encontradas pinturas de condores em cavernas e cocares feitos de penas de condor. Muitas destas aves foram sacrificadas em rituais fúnebres, possivelmente por terem sido associadas à morte, devido ao fato de serem comedores de carniça.
Algumas tribos utilizavam as penas dos condores para a confecção de roupas a serem usadas em rituais. Na tribo Miwok, o traje feito de penas era usado pelo xamã, que então adquiria poderes para sugar os venenos sobrenaturais de seus pacientes. Em outras, quando um xamã morre, estas tribos dizem que sua vestimenta fora amaldiçoada e, por conseguinte, novos trajes devem ser produzidos para seu sucessor. Isto implica o abatimento de mais condores, o que poderia ter contribuído para o declínio da espécie.
O filme Something for the Birds (Falsa Verdade, no Brasil), de 1952, aborda uma possível criação de lei para proteção do santuário do condor-da-califórnia.